# Hoplias malabaricus
Hoplias malabaricus (una de las especies llamadas tararira) es un pez de agua dulce de la familia Erythrinidae.

## Nombres comunes
Los nombres vernáculos que suelen dársele según las zonas son: tararira, taralila, pez lobo, dientudo, guabina, tararayra, pirá naró, trahíra, tarahíra, tareí, mondiah, tare’ýi (idioma guaraní, Paraguay), tarango, tarucha, tarala,[cita requerida] moncholo (Caribe Colombiano), quicharo (Chocó, Colombia), guanchiche (Ecuador).

## Contextura corporal
La tararira es un pez robusto, de cuerpo cilíndrico y boca grande. Como buen carnívoro tiene una poderosa dentadura y hasta tiene dientes en el paladar. 

## Distribución
Es una especie de amplia distribución, aparece en la mayor parte de las cuencas de América Central y del América del Sur, desde el norte (México) hasta la cuenca del Río de la Plata. Su pesca en forma deportiva atrae a innumerable cantidad de pescadores, su calidad de predador nato y la violencia con que ataca todo tipo de cebos es realmente espectacular. 
Puede ser pescada tanto con cebos naturales, como con cebos artificiales en las modalidades spinning y flyfishing. Los portes habituales en lagunas van desde los 800 g a 5 kg. En el Delta del Paraná se cobran ejemplares realmente grandes, sobre todo durante la noche, donde pueden hallarse tarariras de 4 o hasta más kg de peso, que despliegan un poderío realmente asombroso.
Actualmente la tendencia es proteger estos formidables "guerreros de las lagunas" mediante pesca deportiva con cebos artificiales y anzuelos sin rebaba, fomentando su rol ecológico.
Es de hábitos lacustres, prefiriendo aguas poco profundas, cálidas, cenagosas y con abundante vegetación. Su dieta incluye peces, anfibios, insectos, roedores, aves y todo aquel animal que, caído al agua o nadando, produzca vibraciones suficientes para excitar su instinto predador.
Habida cuenta de la poca proporción de oxígeno presente en su hábitat, debido principalmente al estancamiento del agua y la temperatura de la misma, este pez está adaptado a respirar aire cuando las condiciones lo imponen, lo que hace sacando su aleta dorsal fuera del agua, la cual toma rápidamente color rojizo, inequívoca señal de intercambio gaseoso por difusión.
En temporada invernal, la tararira experimenta un aletargamiento, pasando los fríos enterrada en el lecho barroso o entre la vegetación. Esta característica no pasa desapercibida para los aficionadas a la pesca, ya que este predador se muestra delgado y voraz a mediados de primavera (cuando sale de su sopor), promediando el verano su peso aumenta pero disminuye su apetito, luego a principios de otoño se muestra muy pesada y sumamente voraz, debido a su necesidad instintiva de preparar reservas corporales para hibernar nuevamente.